# Deir Alla
Deir Alla (în arabă: دير علا)  este locul unui oraș din Orientul Apropiat antic în Guvernoratul Balqa, Iordan, considerat a fi biblicul Pethor. Unii cred că este biblic  Sukkot în Transiordan. Supoziția ulterioară se bazează pe sugestia unui călător timpuriu la fața locului, Selah Merrill, care a găsit paralele cu numele din Biblia ebraică.

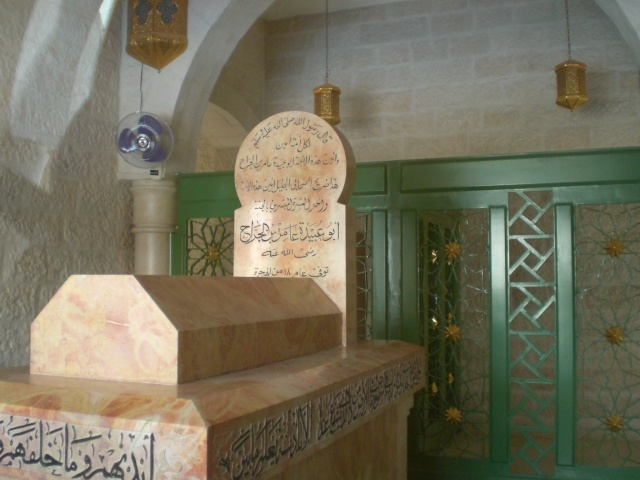
Mormântul comandantului musulman Abu Ubaidah ibn al-Jarrah

La 20 august 2010, s-a înregistrat o temperatură arzătoare de 51,1 °C, noua cea mai ridicată temperatură oficială din istoria Iordaniei.

## Arheologie
Tell-ul este de 50 pe 200 de metri și se ridică la 27 de metri deasupra câmpiei. O serie de săpături olandeze sponsorizate de Organizația Olandeză pentru Progresul Cercetării Pure au început în 1960, sub auspiciile departamentului de teologie, Universitatea din Leiden. Aceste săpături au continuat timp de cinci sezoane până în 1967. Săpătura a făcut cea mai dramatică descoperire în 1967, o inscripție pe perete de cerneală care leagă o profeție necunoscută până acum a lui Balaam, care devine astfel primul profet al Vechiului Testament care a fost identificat într-o inscripție. După o lungă întrerupere, lucrările au fost reluate în 1976, inițial sub Franken, timp de mai multe sezoane. După o altă pauză lungă, sezoanele ocazionale s-au desfășurat începând din 1994 până în 2008.
La sfârșitul campaniei din 1964, au fost descoperite 11 tăblițe de lut⁠(d) câte 3 inscripționate într-un limbaj semitic de vest⁠(<span title="Limbi semitice occidentale|semitic de vest la Wikidata">d) timpuriu caananit, 7 purtând doar puncte și unul neinscripționat. Tăblițe au fost găsite în stratul de distrugere al magaziilor datate de un cartuș al reginei Twosret a Egiptului până în jurul anului 1200 î.Hr. S-au găsit și obiecte anterioare acolo, așa că tabletele ar putea preceda distrugerea lor. În săpăturile ulterioare au fost găsite mai multe tăblițe de lut, până la un total de 15.

### Inscripția Balaam
Săpăturile din 1967 au scos la iveală o structură cu mai multe camere, care a fost, de asemenea, distrusă de cutremur, în timpul perioadei persane la fața locului. Pe un perete a fost scrisă o poveste care se referă la viziunile văzătorului zeilor "Balʿam fiul lui Beʿor" (Balaam fiul lui Beor), care poate fi același Balʿam fiul lui Beʿsu menționat în Numeri 22-24 și în alte pasaje din Biblie. Deir Alla Balaam este asociat cu „un zeu care poartă numele Shgr, „Shadday” zei și zeițe, și cu zeița  Ashtar.
Ea reflectă cel mai vechi exemplu de povestire dintr-o carte biblică (Numeri) scrisă într-o grafie alfabetică semitică de vest și este considerată cea mai veche piesă de literatură semitică de vest transmisă într-o limbă semitică încă dezbătută. Inscripția Deir Alla este databilă până în cca. 840-760 î.Hr.; a fost scrisă în cerneluri roșii și negre pe un perete tencuit; Au fost recuperate 119 bucăți de tencuială cu cerneală. Zidul, în apropierea vârfului tell-ului, a fost doborât de încă un cutremur.

## Istorie
Orașul a fost un sanctuar și un centru de prelucrare a metalelor, înconjurat de cuptoare de topire construite pe exteriorul zidurilor orașului, ale căror reconstruiri succesive, datate de ceramică din Epoca târzie a bronzului, secolul al XVI-lea î.Hr., până în secolul al V-lea î.Hr., acumulate ca tell pe baza unui deal natural scăzut. Identificarea plină de speranță a site-ului ca Sukkot biblic nu este confirmată de nicio inscripție de la site-ul. Totuși, în Talmudul Zeraim Shevi'it 9:2 din Ierusalim, Shevi'it 9:2, Sukkot este denumit „Darʿala sau Tar'ellah”, prin urmare, poate deformat mai târziu în Deir Alla.
Deir Alla a fost primul oraș din epoca bronzului excavat în Iordania. Așteptările inițiale au fost de a stabili o cronologie relativă a ceramicii palestinene în tranziția dintre epoca bronzului și epoca fierului, stabilită prin stratigrafie meticuloasă. Acesta a fost destinat să acopere o prăpastie între cronologiile stabilite la Ierihon și Samaria.
Cel mai vechi sanctuar de la Deir Alla datează din epoca târzie a bronzului; a fost reconstruită în mod pașnic la intervale de timp, podeaua fiind ridicată ca înălțimea acumulată, iar piatra altarului pătrat reînnoit, fiecare nouă fiind așezată deasupra celei anterioare. Sanctuarul final a fost șters într-un foc feroce; rămășițele înnegrite ale unui borcan egiptean care poartă cartouche-ul reginei Twosret oferă un terminus post quem din c. 1200 î.Hr., o dată în consoană cu alte  distrugere urbană din secolul al XII-lea în Orientul Apropiat Antic. Spre deosebire de alte situri distruse, locuința lui Deir Alla a continuat după dezastru, fără pauză, în Epoca Fierului; discontinuitatea a fost una culturală, cu o ceramică foarte dezvoltată, de o tradiție ceramică separată, după ce a dat peste distrugere.

### Epoca otomană
În 1596, în timpul Imperiului Otoman, Deir Alla a fost remarcat în recensământ ca fiind situat în nahiya, din Gawr în liwa din Ajloun. Avea o populație de 46 de gospodării musulmane și 4 burlaci musulmani. Aceștia au plătit impozite pe diverse produse agricole, inclusiv grâu, orz, susan, bumbac, capre și stupi, pe lângă veniturile ocazionale, bivolițe de apă și o moară de apă; un total de 10.500 aspri.

### Epoca modernă
Recensământul iordanian din 1961 a semnalat 1.190 de locuitori în Deir Alla. O moară de zahăr, datând din epoca ayyubizilor / epoca mamelucă a fost folosită în sat până în 1967.